# Amakudari
Amakudari (japanisch 天下り, etwa: vom Himmel herabsteigen) nennt man in Japan das Überwechseln eines hohen Regierungsbeamten nach seiner Pensionierung in die Privatwirtschaft.

## Übersicht
Die Praxis der Wiederbeschäftigung höherer Bürokraten nach dem Ausscheiden aus der Regierung in der Privatwirtschaft begann vor dem Zweiten Weltkrieg, hatte dann ihren Höhepunkt in den späten 1960er und frühen 1970er Jahren. Das System entwickelte sich aus der zunehmenden Zusammenarbeit zwischen dem öffentlichen und privaten Sektor der Wirtschaft und der frühen Pensionierung der Bürokraten im Alter zwischen 47 und 55 Jahren.
So nehmen Bürokraten häufig nach ihrer Pensionierung nach einer gesetzlich vorgeschriebenen Ruhepause von zwei Jahren einen Platz im Management von Unternehmen ein. Amakudari  fand vorwiegend in den stark regulierten Bereichen Banken und Transportunternehmen statt.
Als Gegenstück zum „Herabsteigen vom Himmel“ kommt noch das „Aufsteigen“ hinzu: „Amaagari“ (天上がり). Damit ist die Entsendung von Personal aus Unternehmen in die Behörden gemeint.
In Frankreich bezeichnet man ein ähnliches Phänomen als Pantouflage.